# محوطه امان‌الله ۲
محوطه امان اله ۲ مربوط به هزاره ۵ قبل از میلاد است و در شهرستان خرم‌آباد، بخش ویسیان، دهستان شوراب، روستای تل امان اله واقع شده و این اثر در تاریخ ۲۸ اسفند ۱۳۸۵ با شمارهٔ ثبت ۱۸۵۱۳ به‌عنوان یکی از آثار ملی ایران به ثبت رسیده است.